# Église Saint-Jacques d'Illiers-Combray
L'église Saint-Jacques est une église catholique située à Illiers-Combray, dans le département français d'Eure-et-Loir, en région Centre-Val de Loire.

## Historique
Construit et remanié aux XIVe, XVe et XVIe siècles, l'édifice est classé au titre de monument historique en 1907.

Extérieur de l'église Saint-Jacques
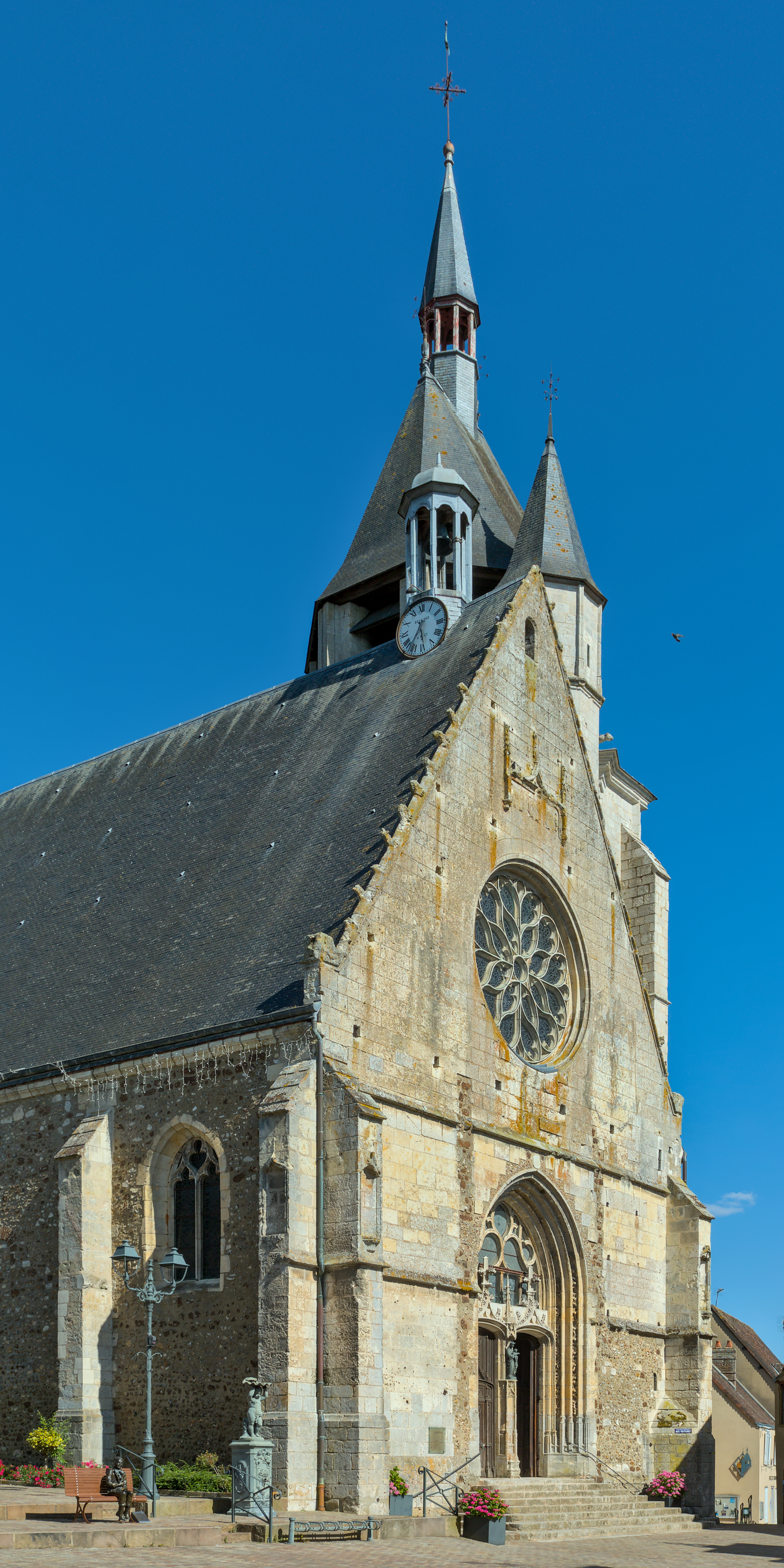
La façade occidentale et le clocher-tour.
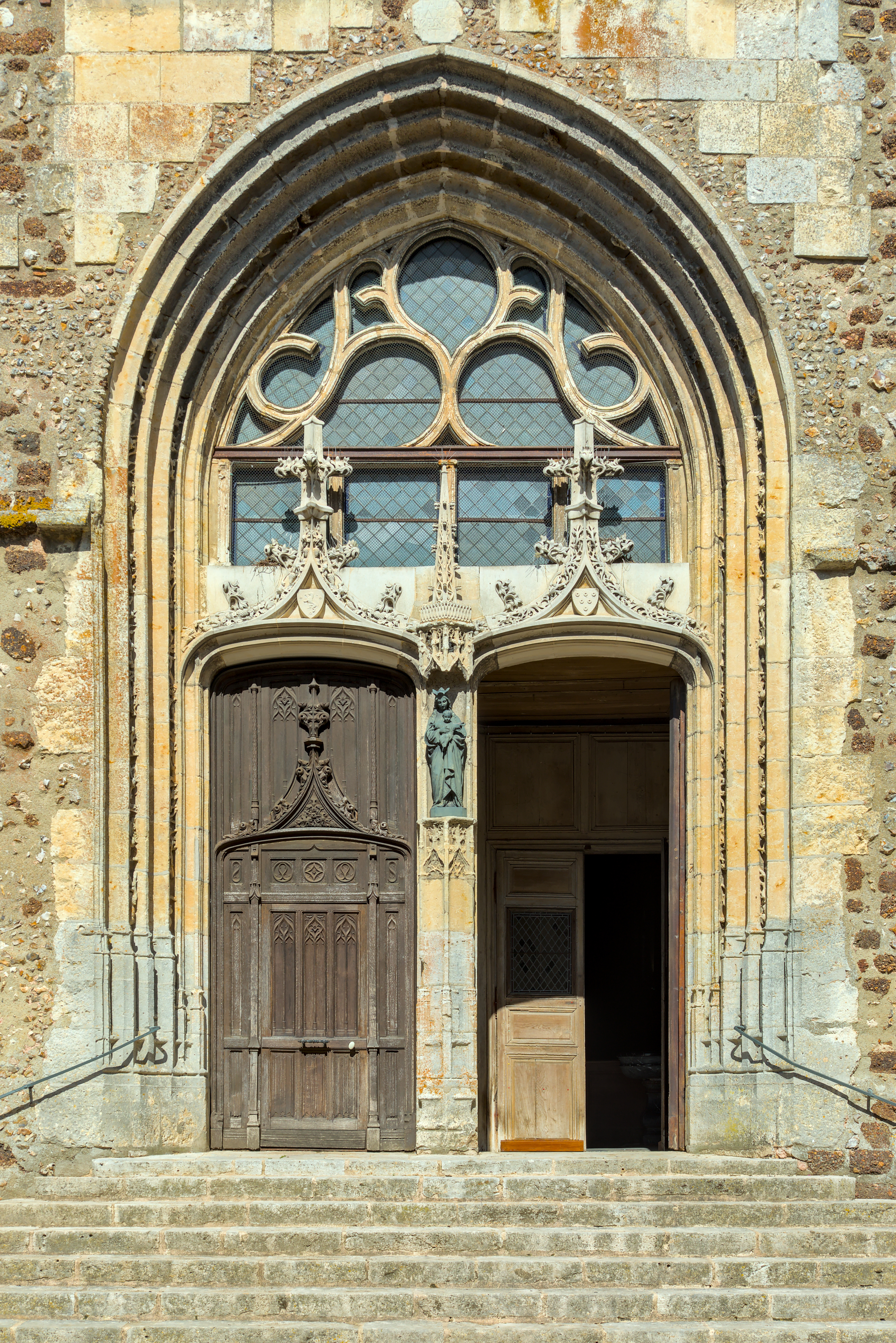
Le portail principal.

## Description
La voûte, en bardeaux de bois, est entièrement peinte, ainsi que la charpente.
Le vitrail-maître situé dans l'axe du chœur date de 1867. En 2021, la restauration de la baie est assurée par les ateliers Lorin de Chartres.

### Mobilier
L'ensemble des éléments du chœur est classé monument historique :
- le maître-autel, le tabernacle et le retable à pinacles, clochetons et dais[3] ;
- l'ensemble du retable du maître-autel, les statues de saint Jean-Baptiste et saint Jacques, et le tableau de Marie Salomé demandant au Christ une place à côté de lui pour ses fils[4] ;
- les deux retables latéraux et leurs autels du XVIIe siècle[5].

Quatorze tableaux et leurs cadres, également classés monuments historiques, représentent les quatre Évangélistes et des scènes du Nouveau Testament ; les peintures à l'huile représentant les évangélistes sont du peintre Dumets (XIXe siècle), d'après Valentin de Boulogne (1591-1632).

Chœur de l'église Saint-Jacques
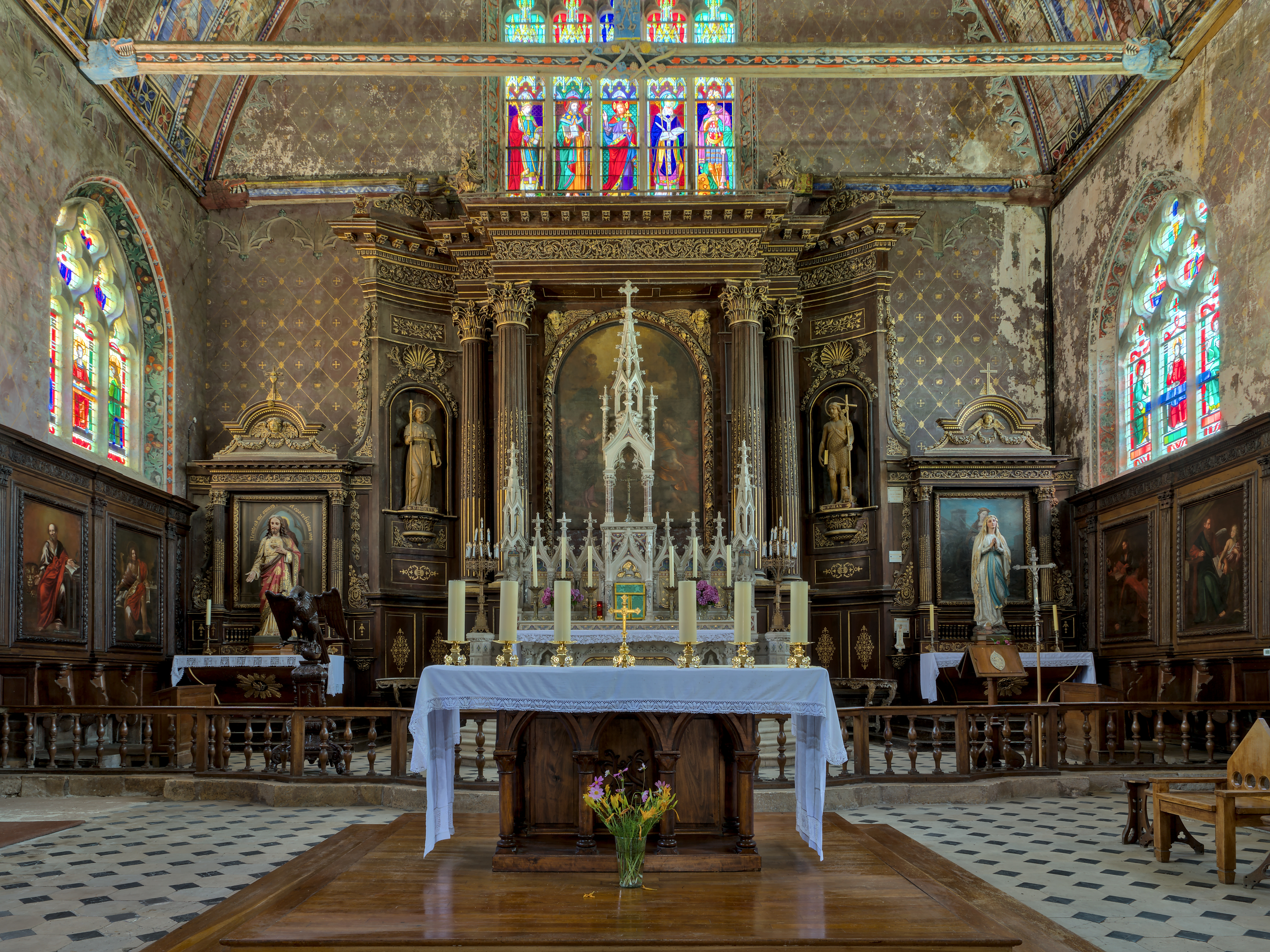
Vue d'ensemble du chœur.
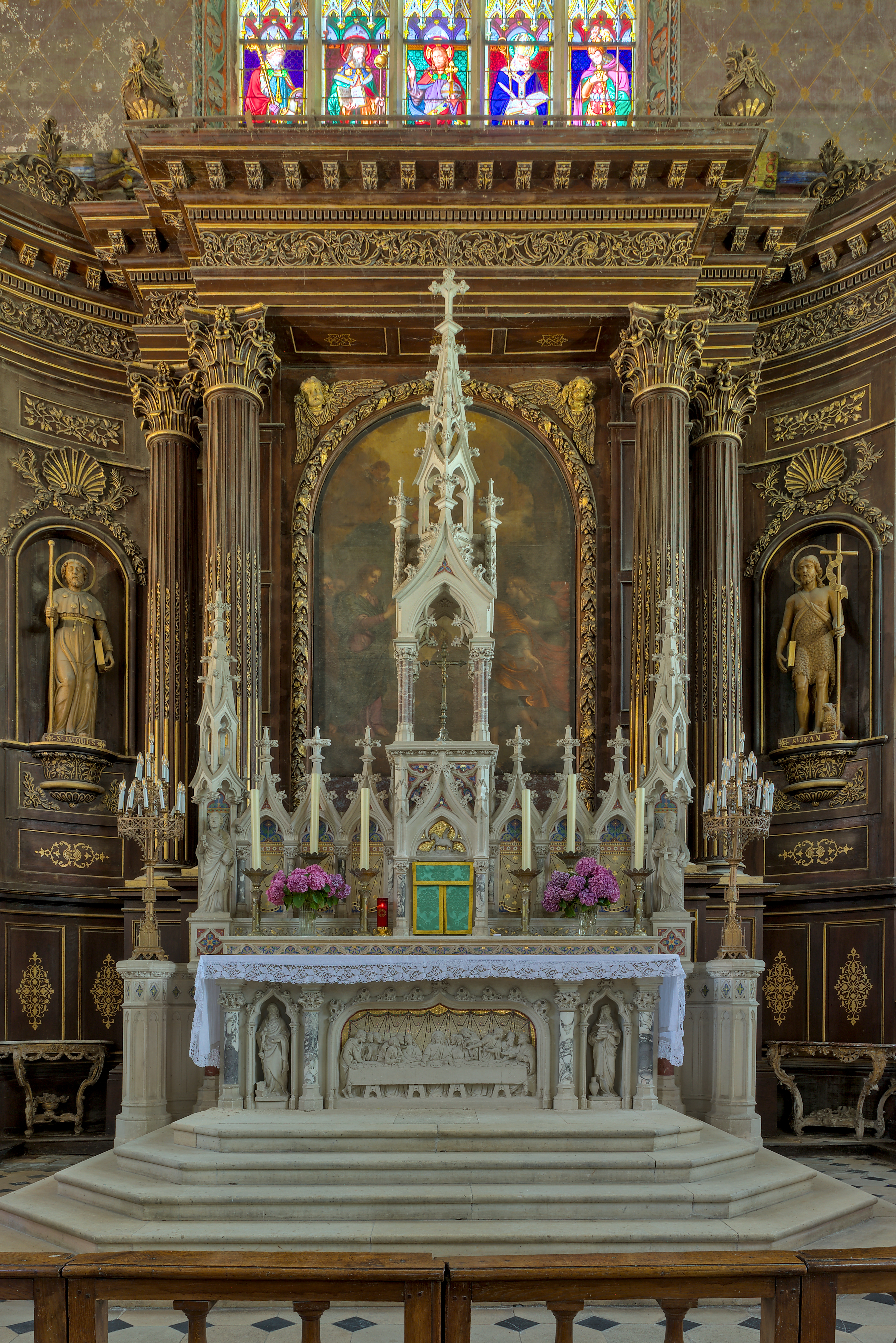
Maître-autel.
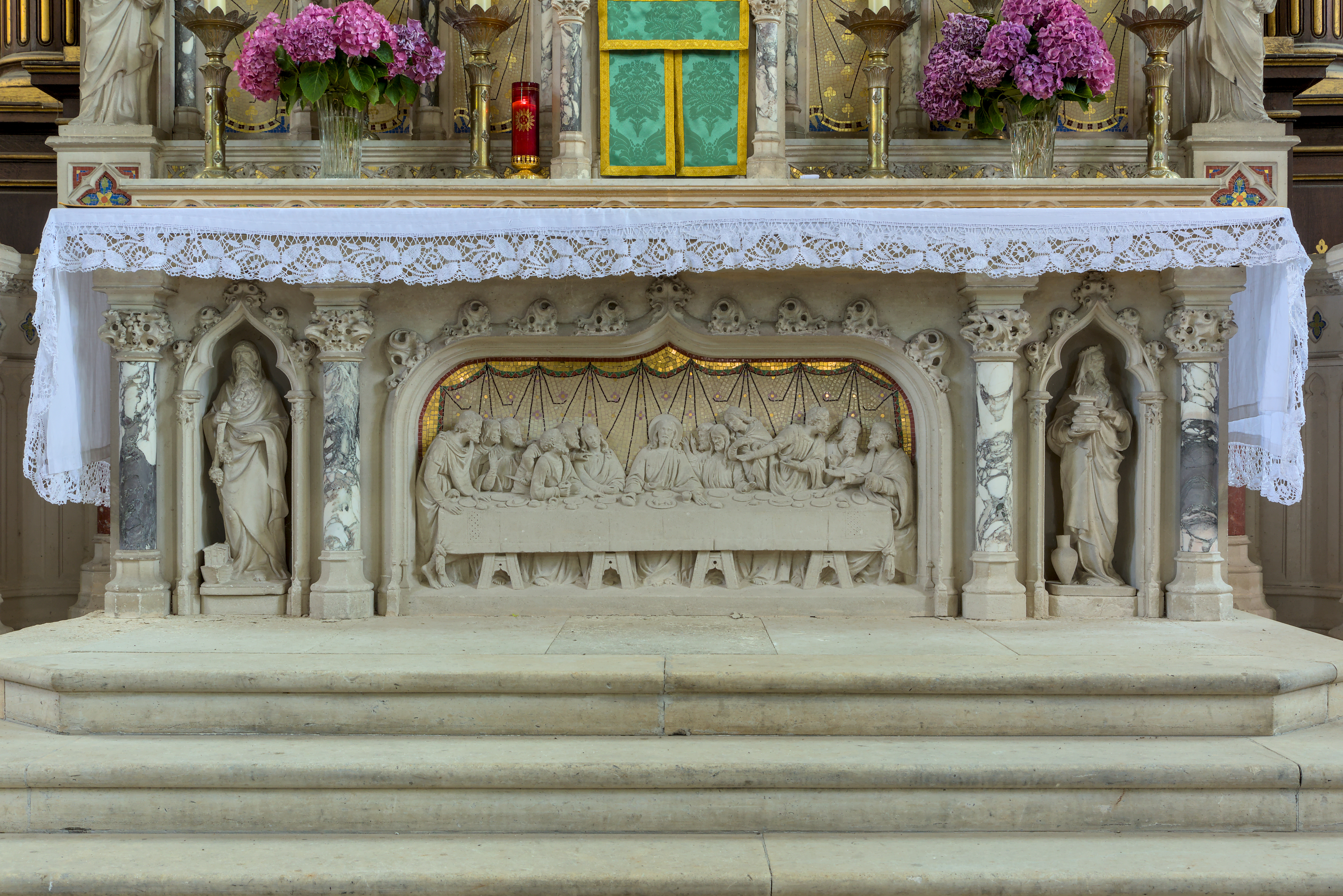
Autel central, avec un bas-relief représentant la Cène.
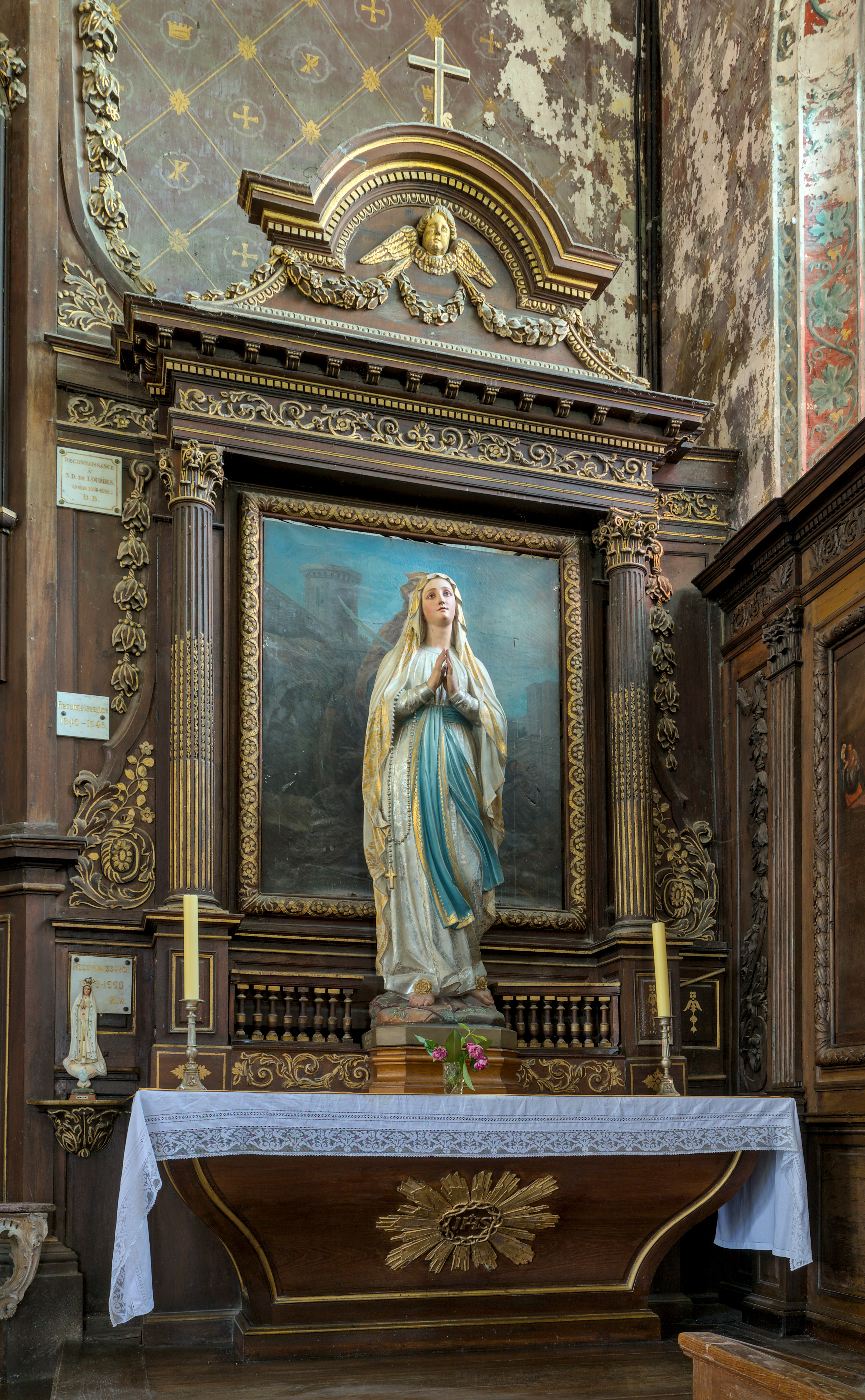
Statue de la Vierge au-dessus de l'autel et sous le retable droit du chœur.
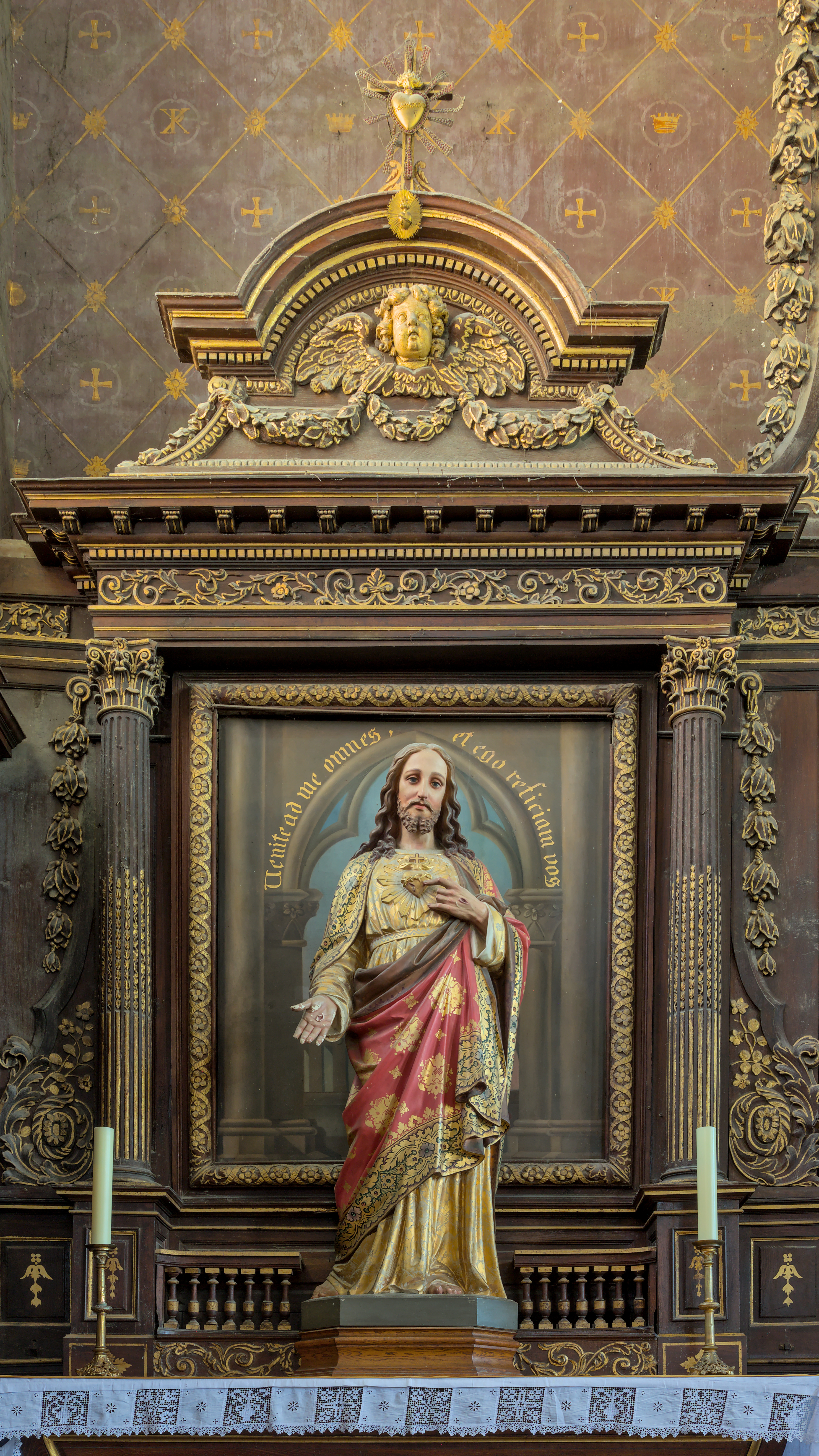
Statue du Christ devant le retable gauche du chœur.
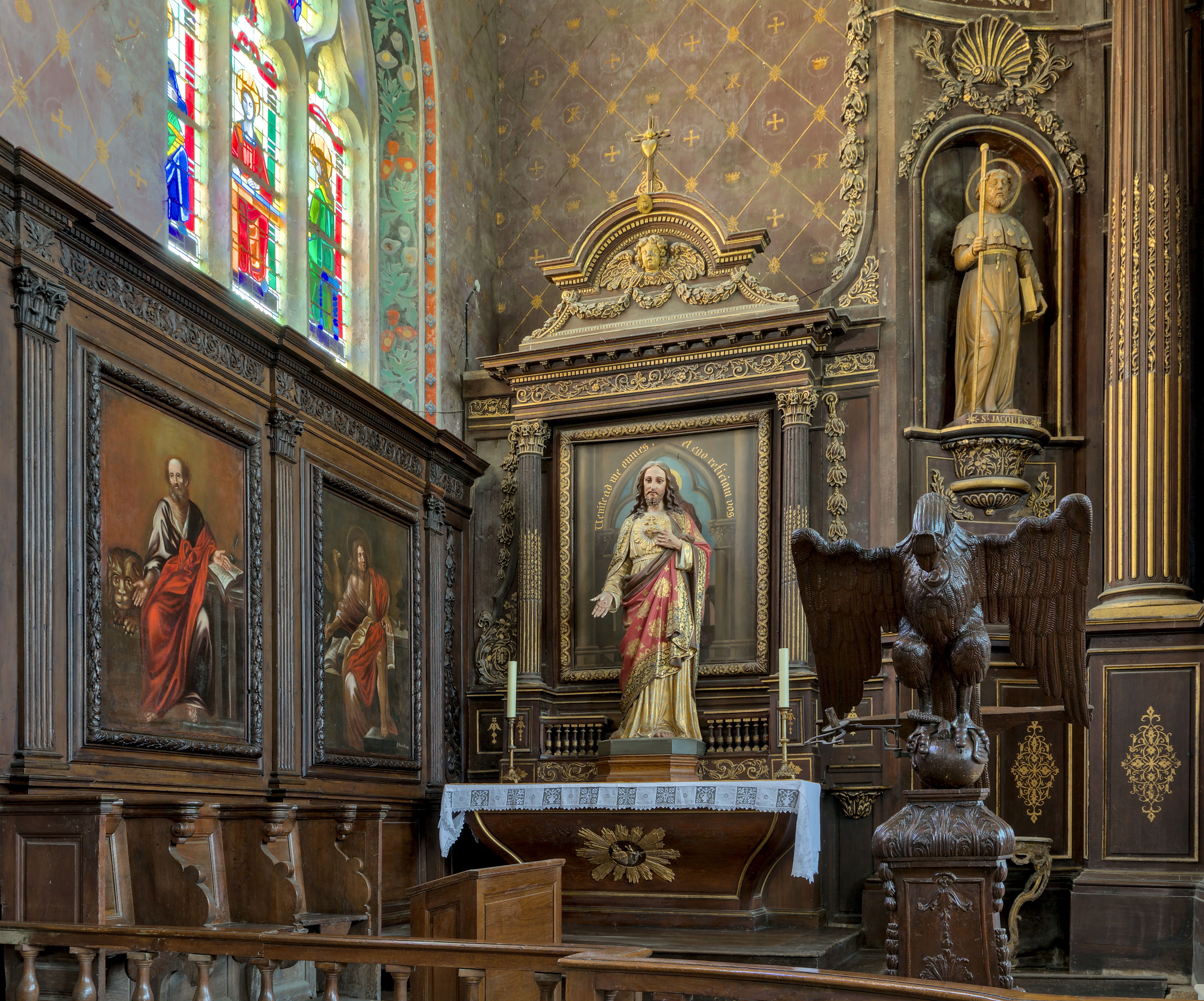
Côté gauche du chœur.
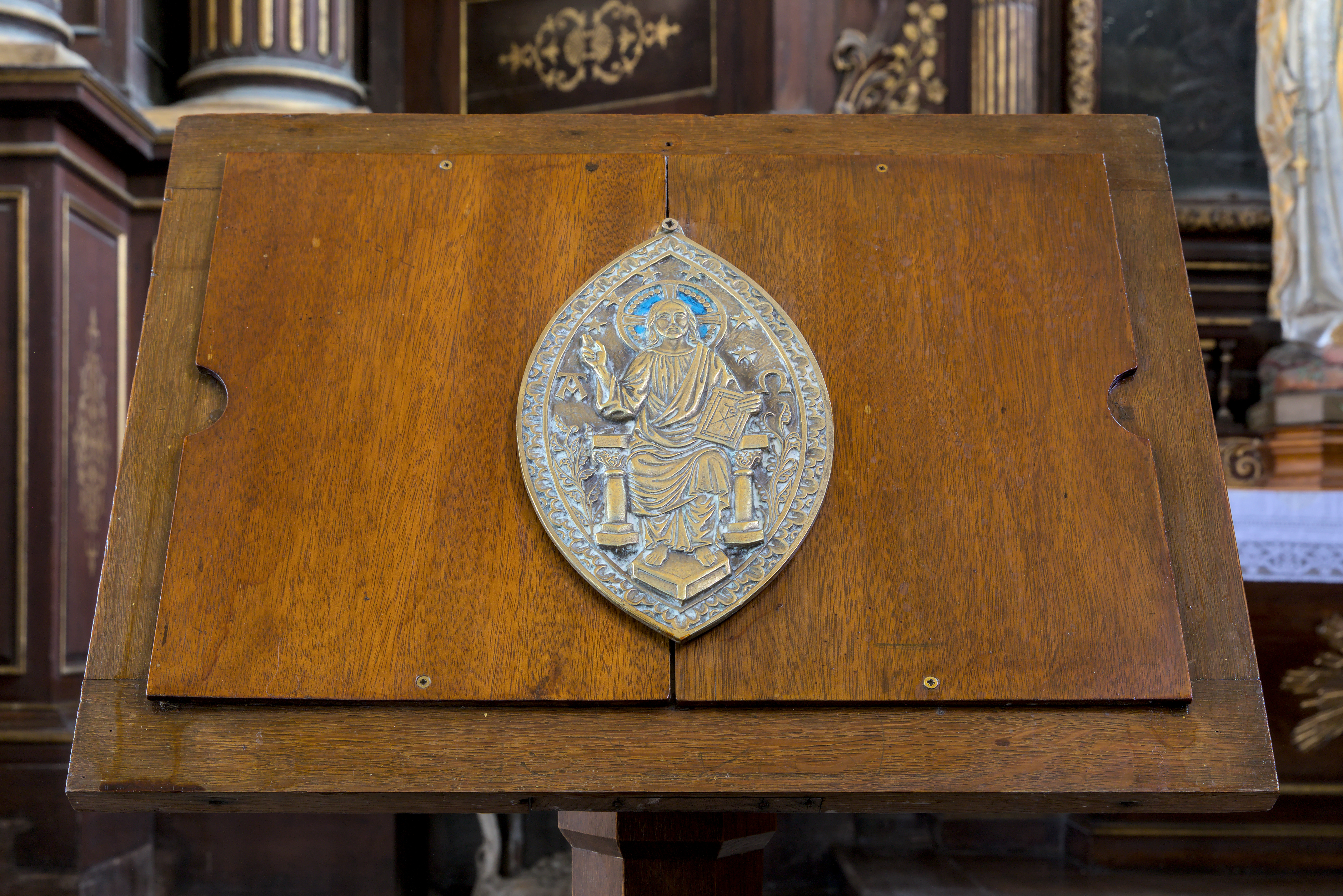
Arrière d'un lutrin.

Voûte et charpente peintes de l'église Saint-Jacques
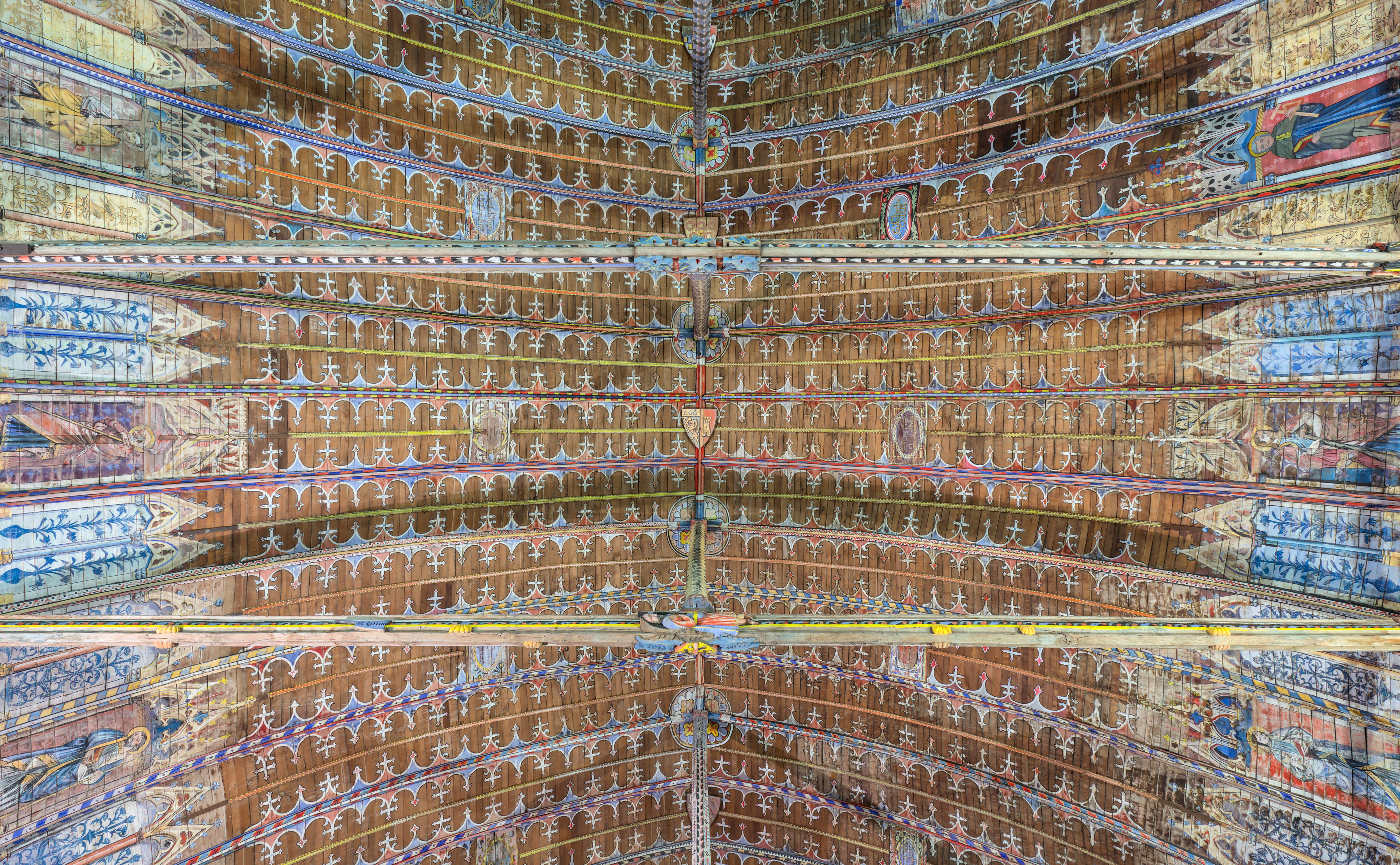
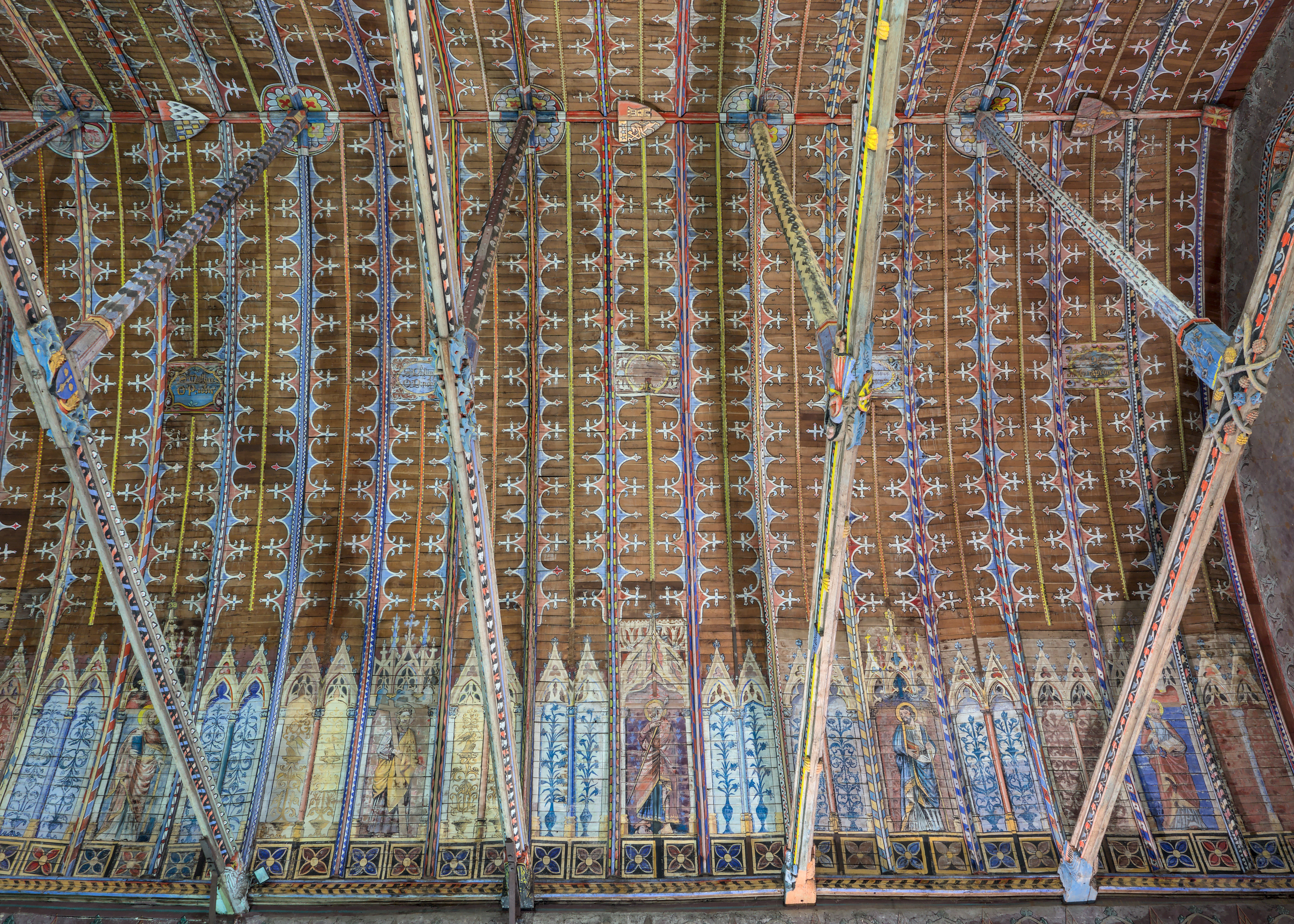
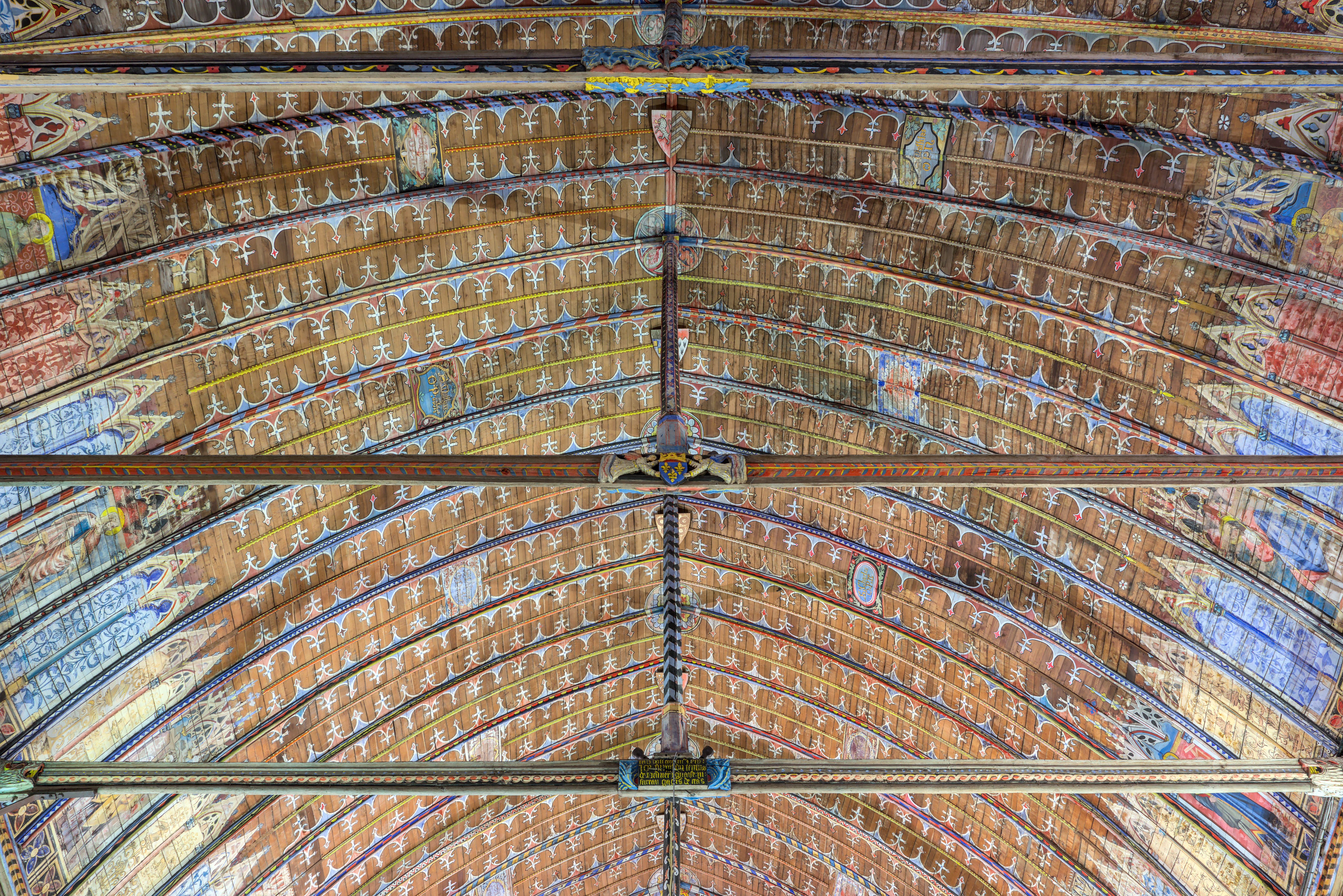
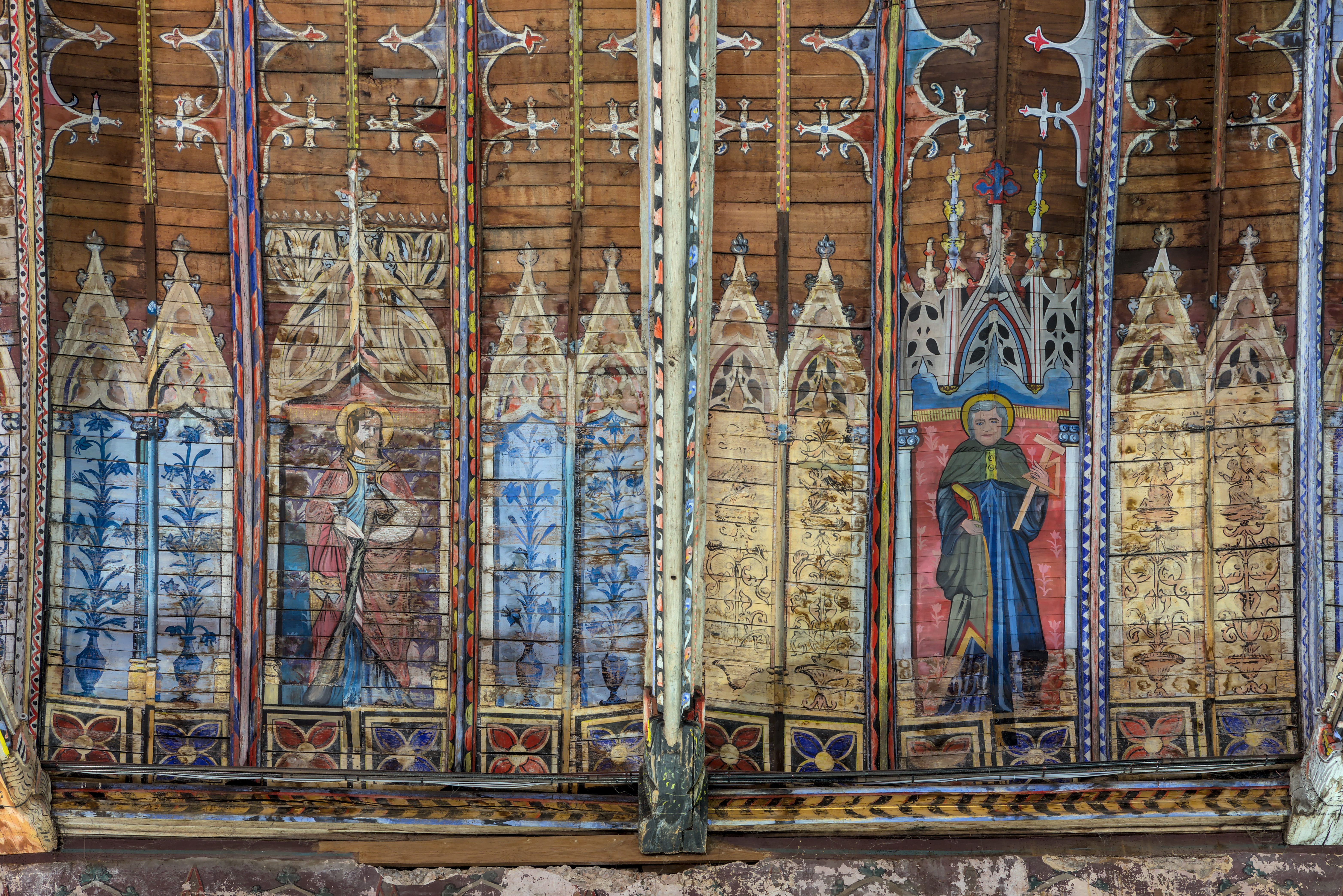

Autres éléments de l'intérieur
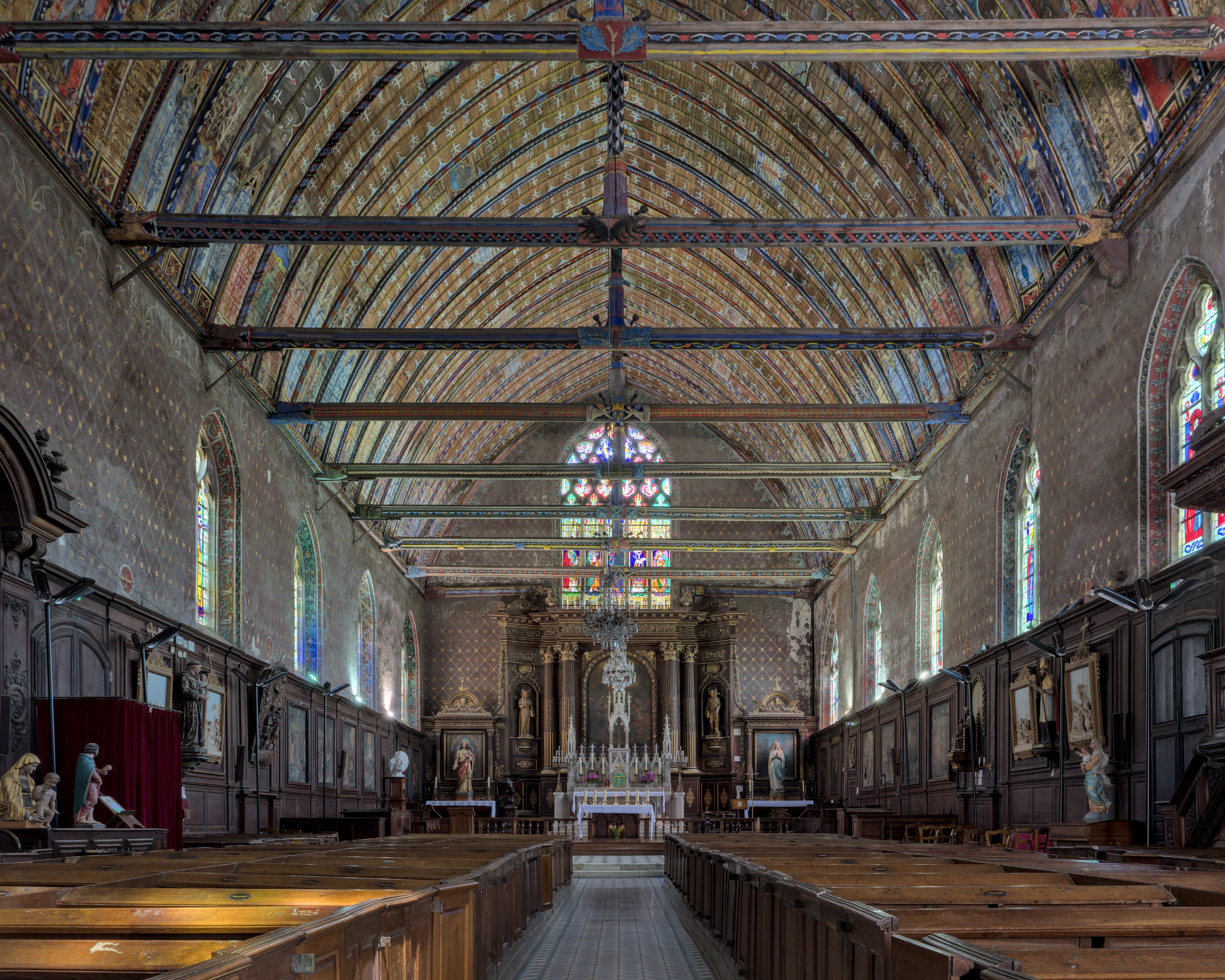
Vue générale de l'intérieur.
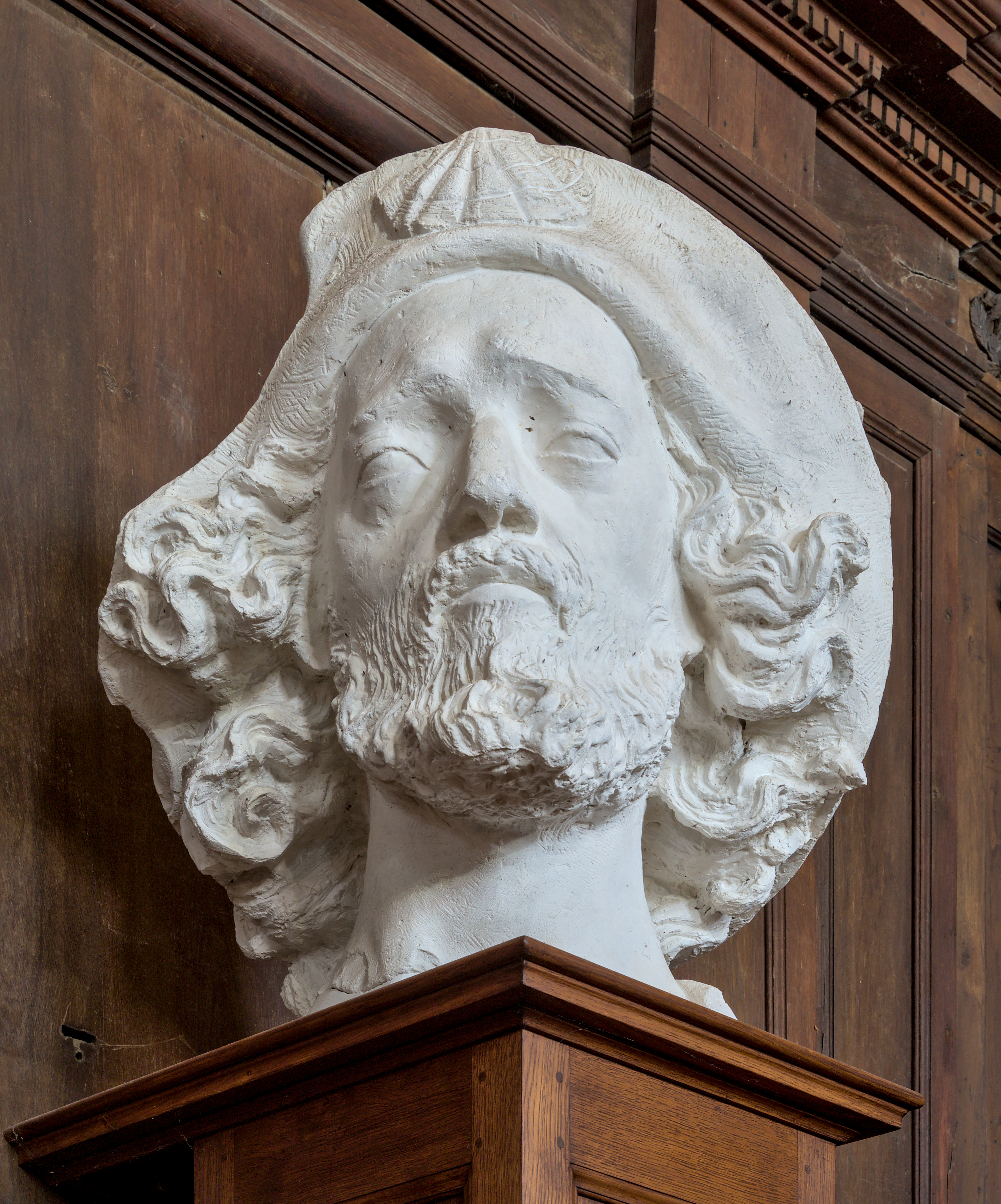
Tête sculptée de saint Jacques, modèle de celle de la tour Saint-Jean à Paris.
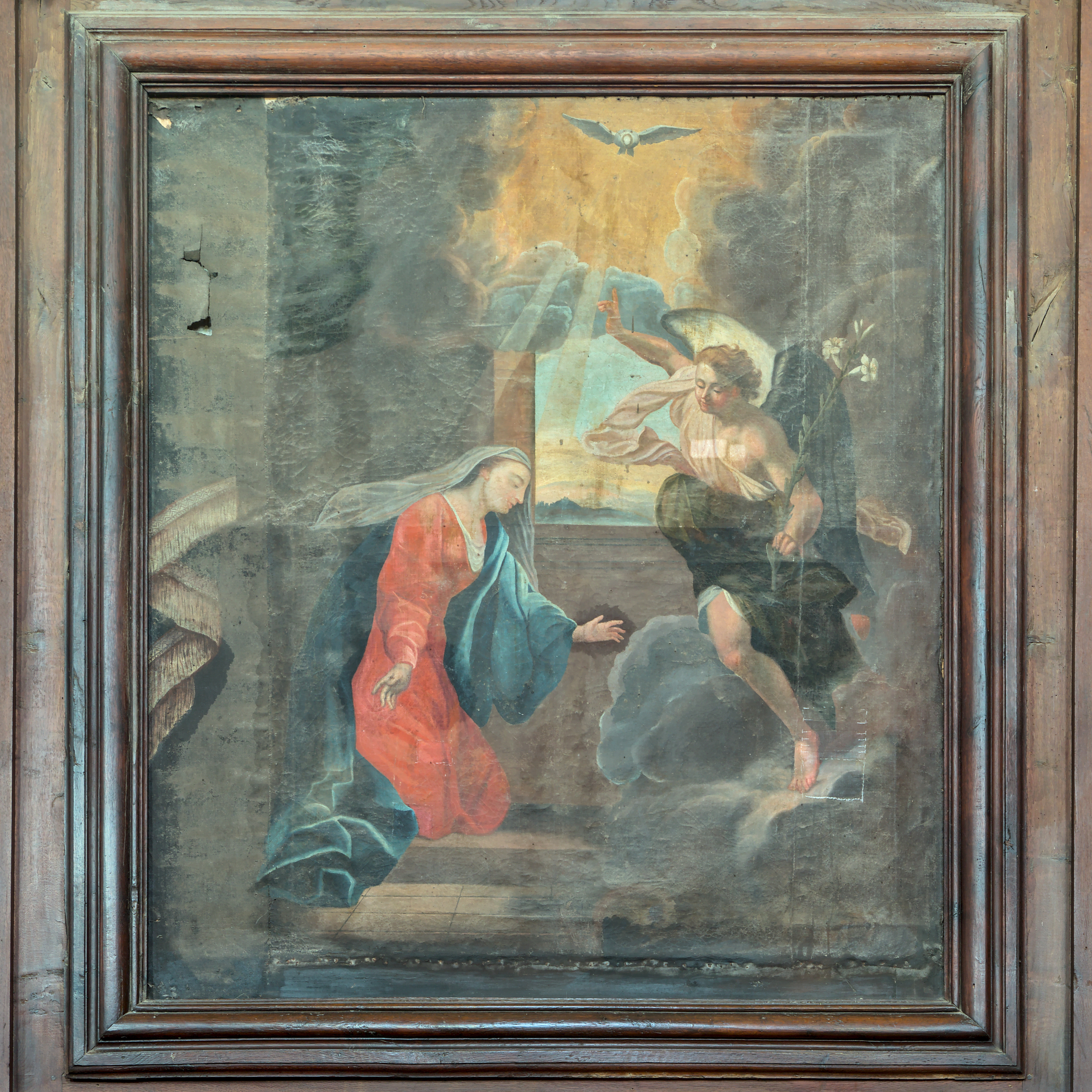
L'Annonciation par Dumets.
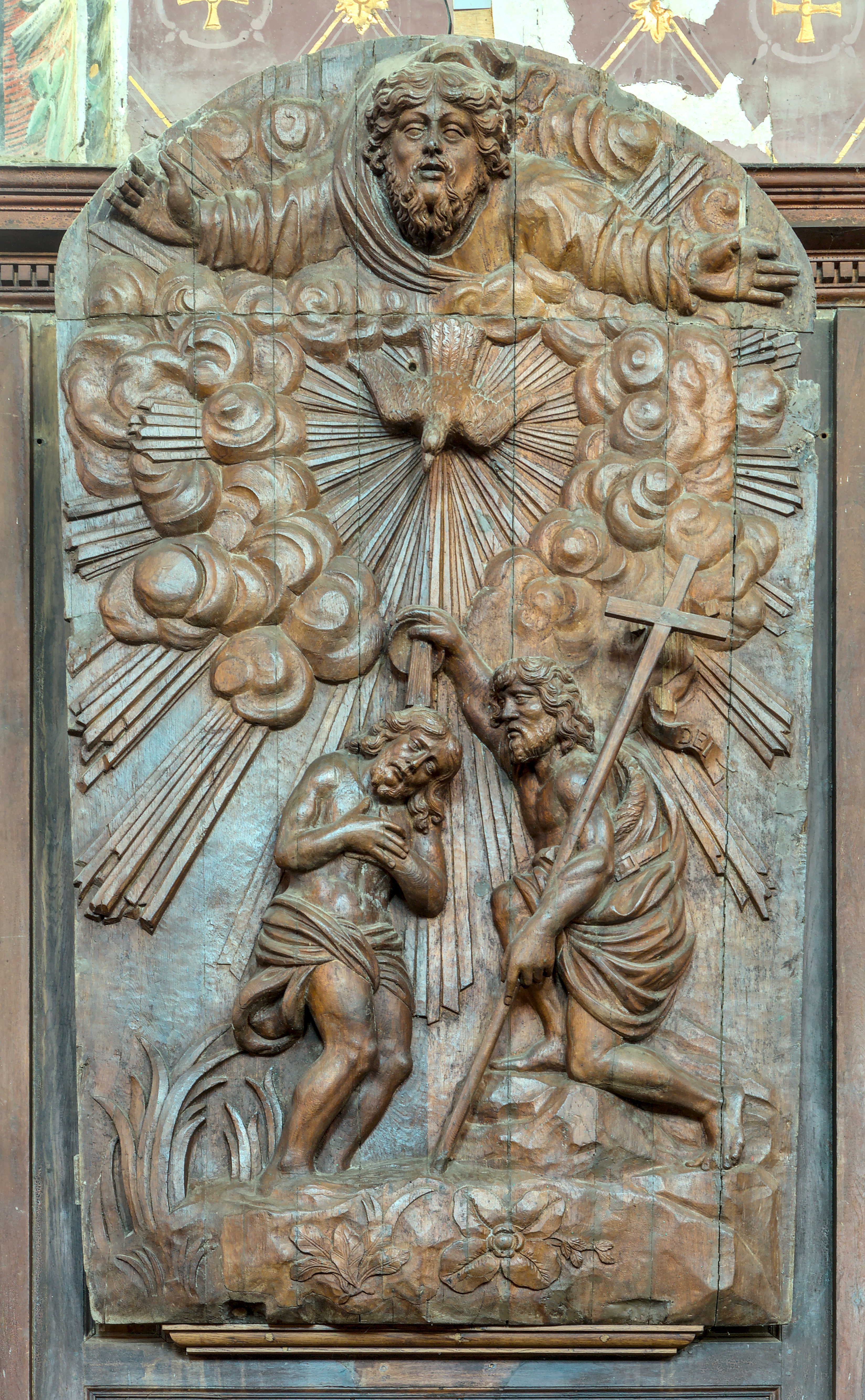
Le Baptême du Christ (17-18e).
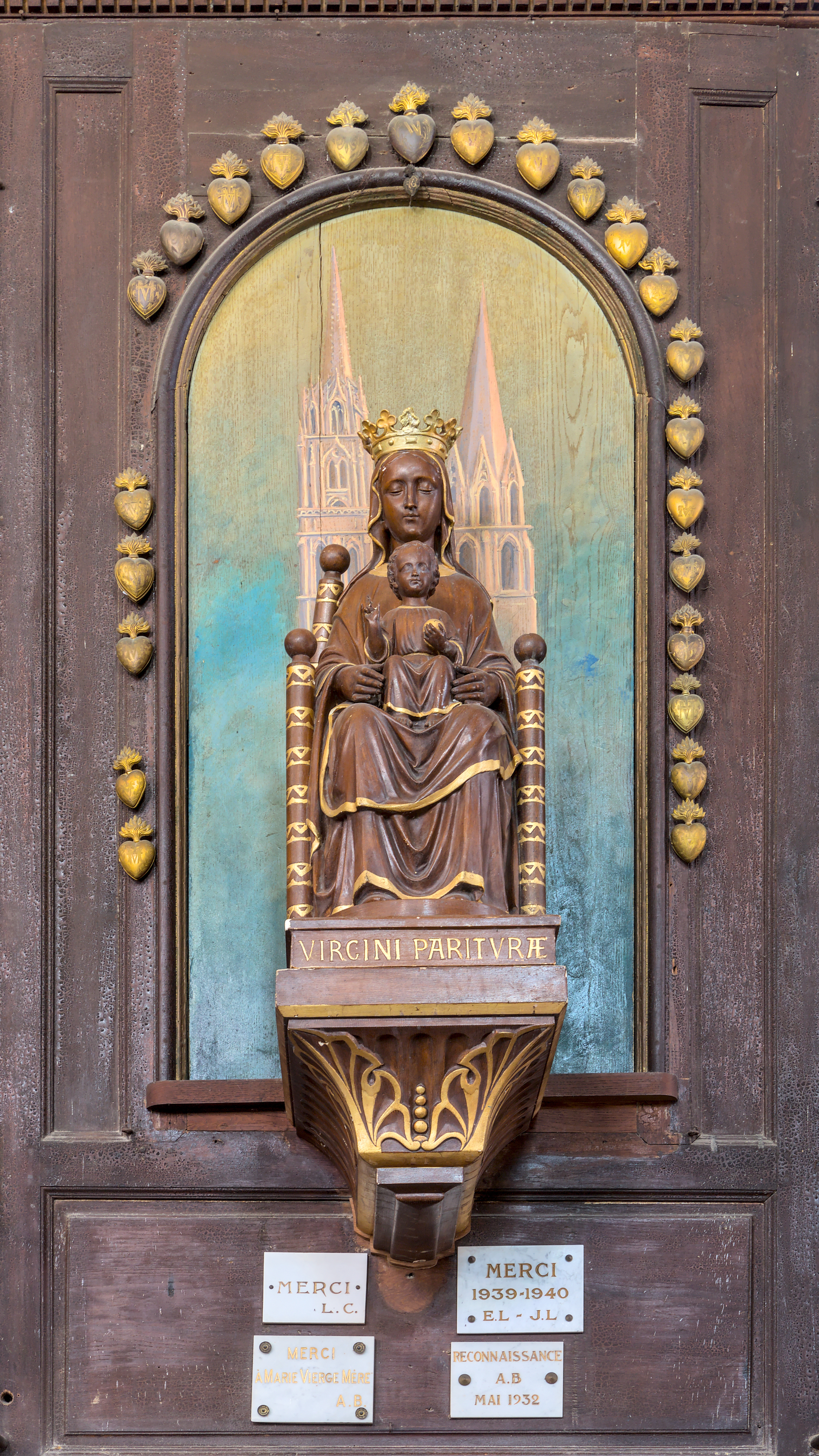
Vierge Noire.
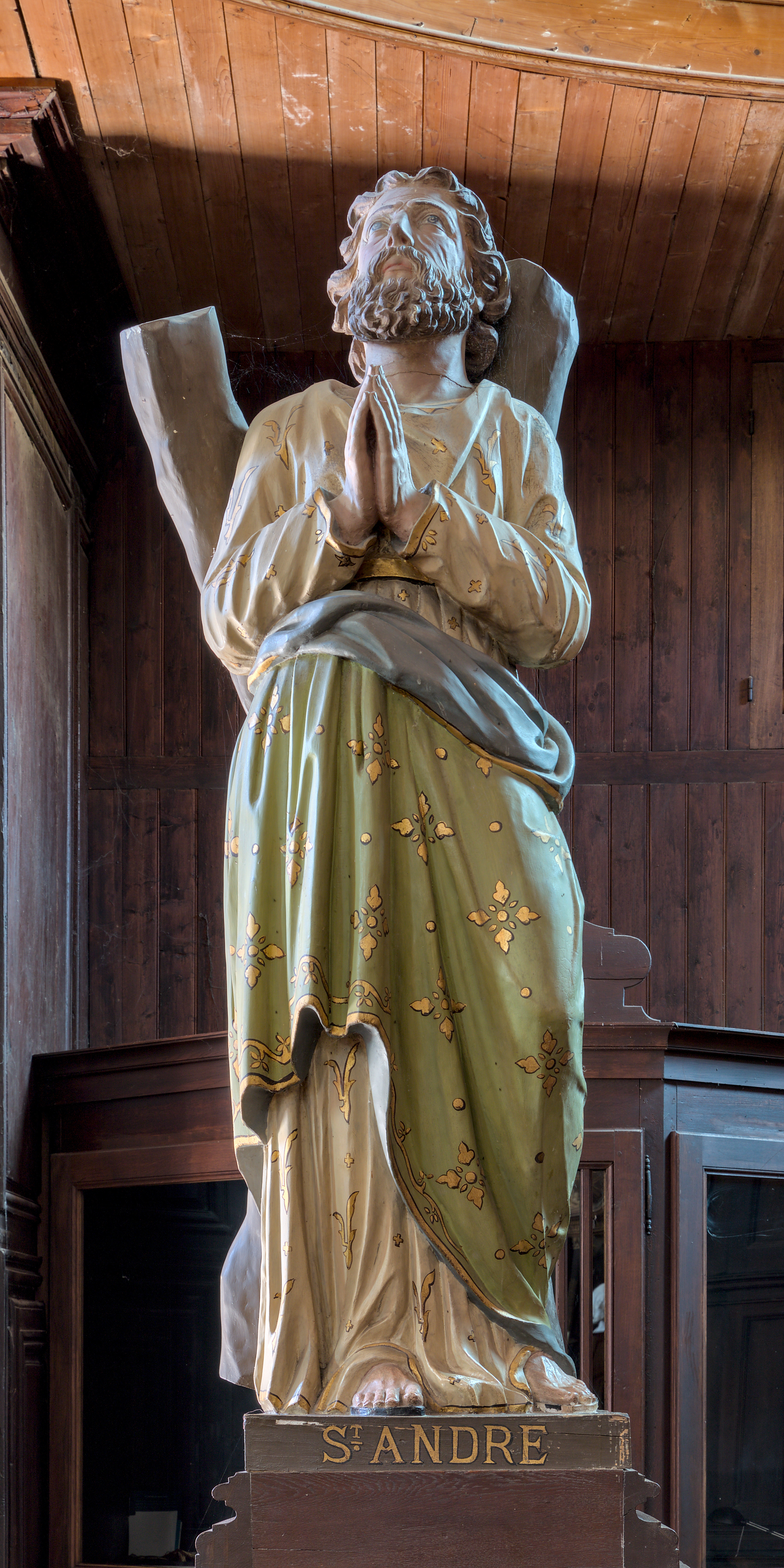
Statue de Saint-André.
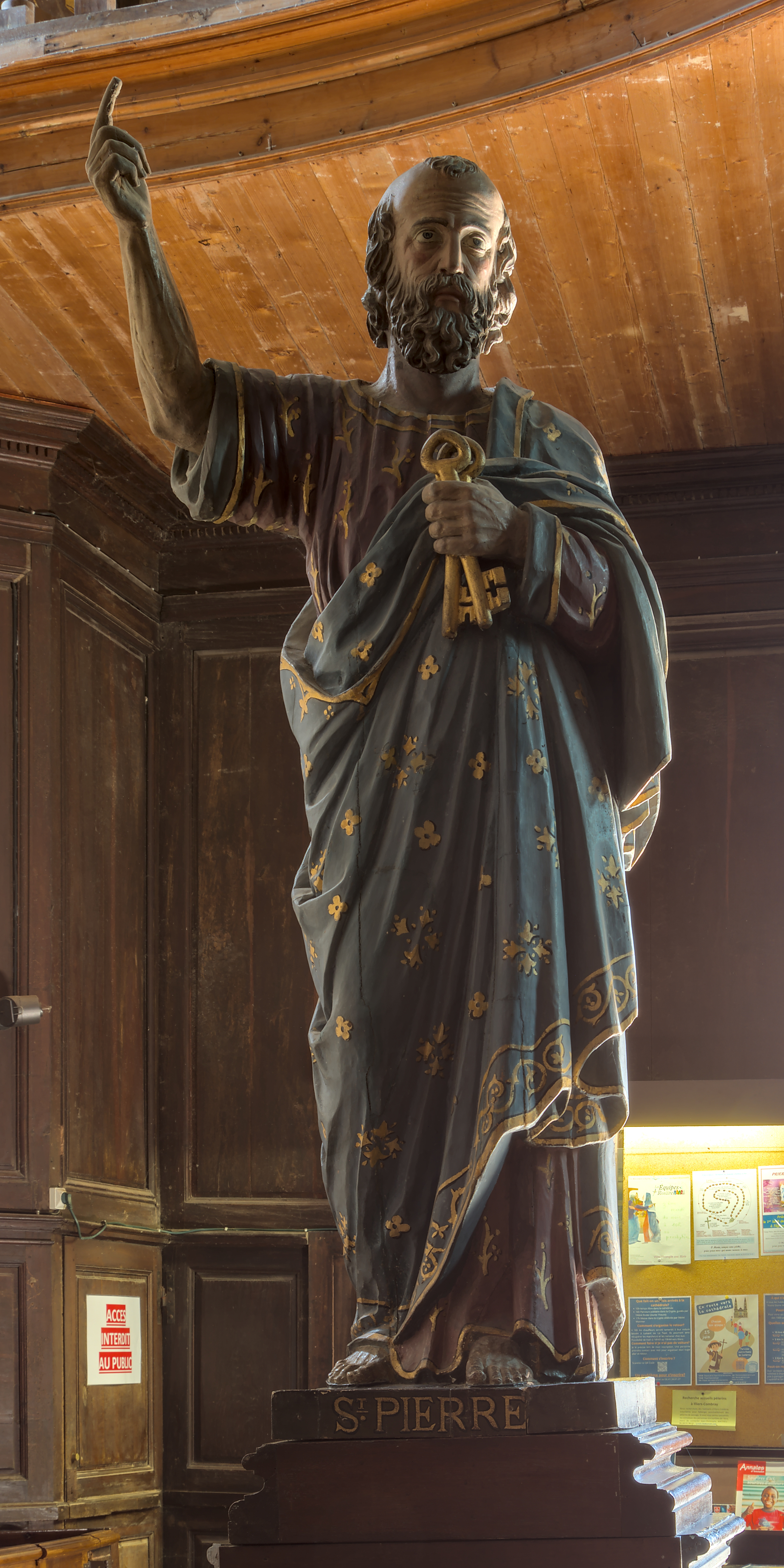
Statue de Saint-Pierre.
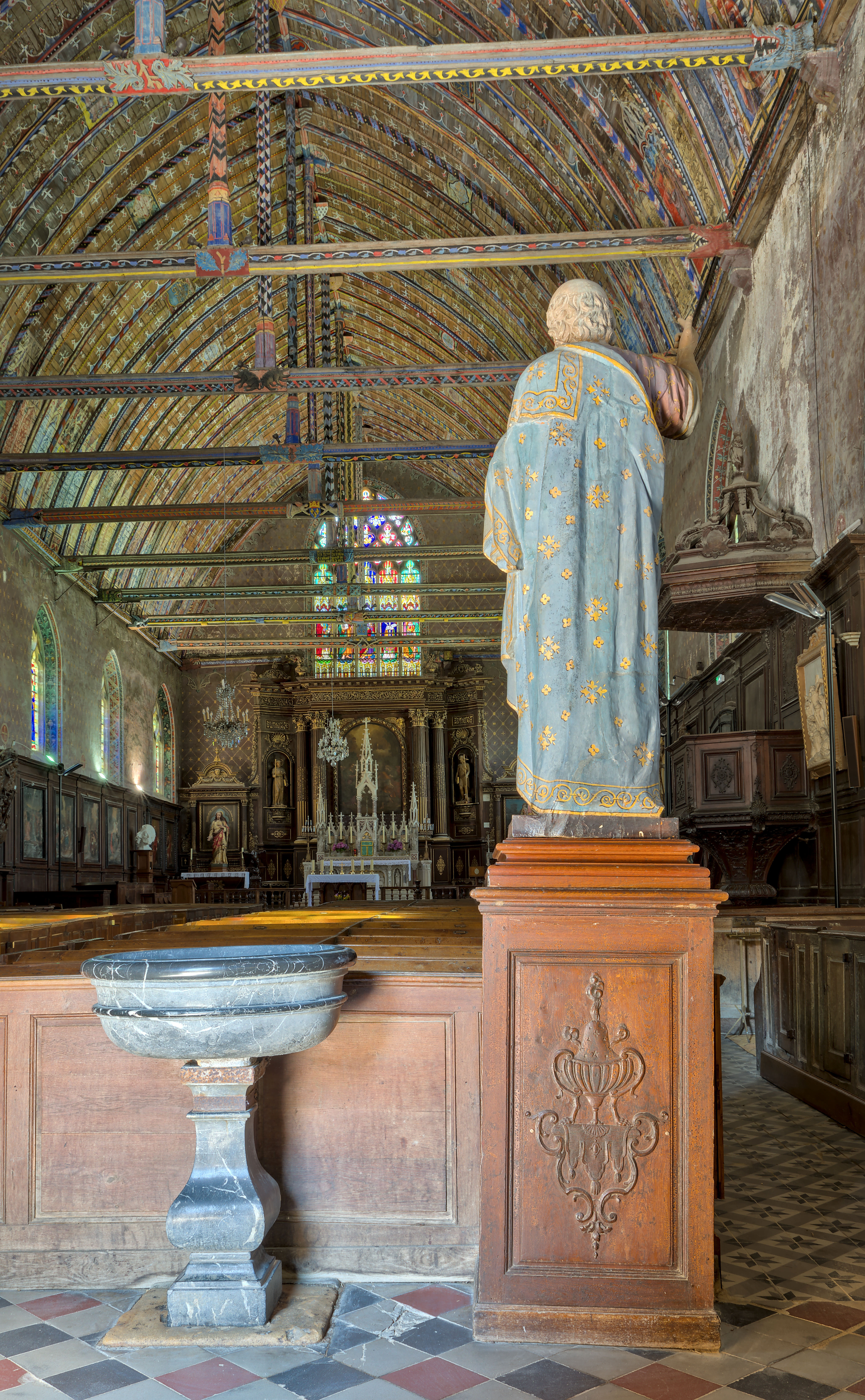
La nef avec un bénitier et la statue de Saint-Pierre au premier plan.
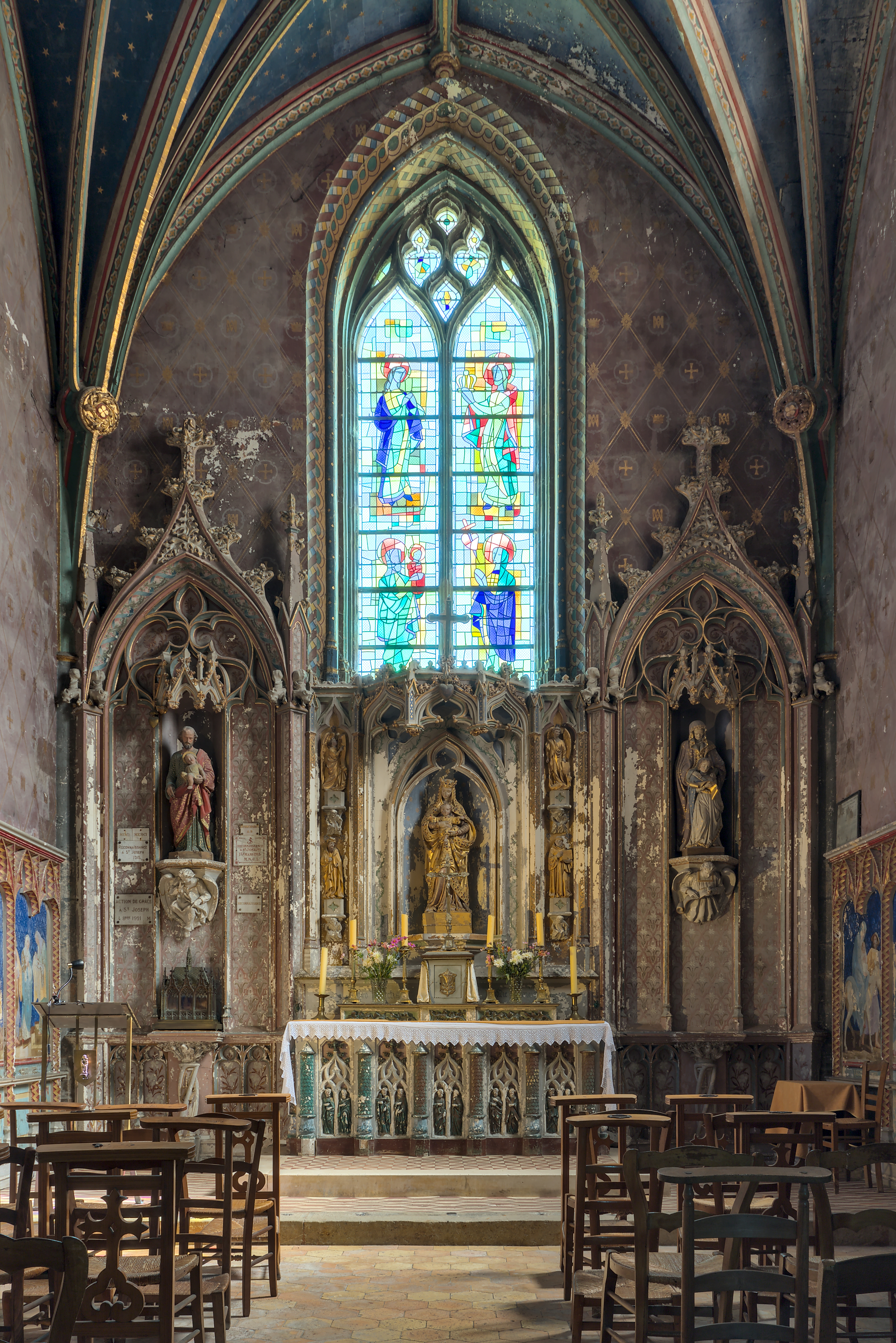
Chapelle latérale.

## Paroisse et doyenné
L'église Saint-Jacques d'Illiers-Combray fait partie de la paroisse Notre Dame du Combray, rattachée au doyenné du Perche.